# Время счастливых находок
«Время счастливых находок» — советский кинофильм по мотивам рассказов Фазиля Искандера.

## Сюжет
12-летний Сандрик живёт в городе Сухуми. Он учится в пятом классе. Мальчик стремится всем помочь и найти потерянные вещи. Сначала на дне моря он находит старинную греческую каменную плиту, затем — деньги на улице, после — курицу соседки. На каникулы родители отправляют его в абхазскую деревню. Там он находит потерявшегося местного козла. Жители деревушки узнают о способности Сандрика и начинают приходить к нему с просьбами найти их потерянные вещи.
Сандрик гордится своим способом находить потерянные вещи: «Сперва я ищу там, где вещь может быть, а после, где не может быть».

## В ролях
- Жора Таркил — Сандрик — главная роль
- Олег Авидзба
- Михаил Бадзагуа
- Руслан Басария
- Тимур Дзидзигури
- Борис Пиастро
- Зураб Сангулия
- Софья Агумава
- Павел Фанидис
- Борис Ципурия — Колчерукий
- Георгий Гегечкори — дядя Коля
- Владимир Татосов — Харлампий Диогенович учитель математики
- Адольф Шестаков — хромой учитель
- Азиз Агрба — эпизод
- Нурбей Камкиа — Мексуд
- Сергей Мартинсон — князь
- Екатерина Верулашвили — соседка хозяйка курицы
- Рита Гладунко — соседка Тамара
- Фазиль Искандер — один из гостей в доме Сандрика (нет в титрах)
- Валентин Брылеев — друг отца на застолье (нет в титрах)

## Съёмочная группа
- Автор сценария: Фазиль Искандер, Генрих Габай
- Режиссёр: Генрих Габай
- Оператор: Александр Дубинский
- Художник: Вадим Кислых
- Композитор: Леонид Чепелянский
- Костюмы: Анна Мартинсон